# 金學詩
金學詩（？—？），字韻言，號蓴香，又號二雅，晚號夢餘道人 ，江蘇蘇州府吳江縣人，清朝政治人物。

## 生平
乾隆二十七年（1762年）壬午科舉人，任國子監學錄。著有《播琴堂詩文集》、《牧豬閒話》等、《無所用心齋瑣語》。其中《牧豬閒話》紀錄當時的賭博遊戲，有馬吊、默和牌、碰和牌、碰花將和等。

## 家族
曾祖金坤元；祖父金國英。父金潤，母為順治十二年（1655年）乙未科進士吳𦒎曾孫女。金潤有三子，金學詩為次子。長兄金士松出嗣伯父金瀾為後；三弟金士模出嗣叔父金澗為後。